# Feta Ahamada
Feta Ahamada (* 24. Juni 1987 in Clichy, Frankreich) ist eine ehemalige komorische Leichtathletin.

## Biografie
Feta Ahamada trat bei den Olympischen Spielen 2008 in Peking und 2012 in London über 100 Meter an. Beide Male schied sie jedoch vorzeitig aus. Mit ihren persönlichen Bestzeiten über 100 und 200 Meter hält sie den Landesrekord der Komoren aus.